# Refuge de Cobourg
Le refuge de Cobourg est un refuge de montagne de la section de Cobourg du Club alpin allemand dans le massif du Wetterstein. Il se site à proximité du Drachensee, à 1 917 m d'altitude.

## Histoire
La construction du refuge remonte à une suggestion de l'alpiniste munichois Ferdinand Kilger en 1890. Elle est reprise en 1895 par la section de Cobourg du Club alpin germano-autrichien, fondée en 1879. La première cabane est achevée en 1901 et, dans les années suivantes, elle reçoit un raccordement à l'eau (l'« eau potable » provenait d'un lac, le Grünsteinsee, aujourd'hui asséché), un groupe électrogène et, en 1908, une ligne téléphonique[réf. nécessaire].
Après la Première Guerre mondiale, le bâtiment est agrandi pour la première fois, le téléphérique est construit en 1962 et une nouvelle aile sanitaire est construite avant le 75e anniversaire de la cabane. D'autres travaux de rénovation et de construction ont lieu dans les années 1980, après que l'administration compétente du district d'Imst classe le bâtiment comme vétuste et présentant un risque d'incendie, et dans les années 1990, lorsque la production d'énergie et d'eau ainsi que l'évacuation des eaux usées et des déchets sont adaptées aux nouvelles normes environnementales.
De 2009 à 2011, le refuge de Cobourg est à nouveau agrandi et modernisé ; outre les travaux de rénovation générale, une nouvelle centrale de production combinée de chaleur et d'électricité et une salle de séminaire sont aménagées[réf. nécessaire].

## Chemins d'accès
Le refuge est accessible directement depuis la commune autrichienne d'Ehrwald de plusieurs manières.
Le Hohe Gang, qui mène d'Ehrwald au refuge de Cobourg est une variante ne convient qu'aux personnes expérimentées, d'autant plus qu'il n'y a que quelques protections par câble métallique. Le sentier bordé de pins commence à 1 100 m d'altitude et mène, après avoir traversé le Gaißbach jusqu'au Seebensee. Il suffit ensuite de franchir 300 m de dénivelé dans d'étroits virages en épingle pour arriver au refuge (temps de marche : 3 heures).
La via ferrata de Seeben, qui commence à la cascade de Seeben, à environ 45 minutes de la station de l'Ehrwalder Almbahn, mène le long du Gaißbach jusqu'à la station de restauration du Seebensee, près du lac du même nom. Cette variante a un niveau de difficulté de via ferrata E ; elle offre une protection par câble en terrain très exposé. La durée totale de la marche est de 3 heures.
Le plus simple pour atteindre le refuge est de gravir l'Ehrwalder Alm (1 502 m) depuis le village (1 000 m). Ensuite, il faut principalement de petits sentiers et, après avoir traversé le Seebenalm et le lac, on atteint le refuge de Cobourg en serpentant d'étroites lacets (à 2 heures de l'Ehrwalder Alm).
L'Immensteig bifurque du chemin vers l'Ehrwalder Alm à 300 mètres au-dessus de la station de l'Ehrwalder Almbahn, traverse d'abord les prairies de fauche de l'Obere Mähder et enfin, en partie sécurisé par des câbles métalliques, les contreforts orientaux du Seebenmauern non loin de l'Ehrwalder Alm, non loin de la cascade d'Immen. Il rejoint la route au niveau de l'abri du Ganghofer Rast à 2 heures de marche.

## Sites à proximité
Autres refuges
- Par le Hinterer Tajakopf et l'Igelsscharte jusqu'au Breitenkopfhütte (de) (3 heures)
- Par la Grünsteinscharte jusqu'au Lehnberghaus ou au Berggasthof Sunnalm (environ 3 heures chacun). Depuis août 2012, un nouvel itinéraire est créé en raison de l'éboulement en 2011.
- Par la Gaistal et le Gatterl jusqu'à la Knorrhütte (6 heures)

Sommets
- Vorderer Tajakopf (2 452 m) 2 heures
- Ehrwalder Sonnenspitze (2 412 m) 2 heures
- Hinterer Tajakopf (2 408 m) 2 heures
- Vorderer Drachenkopf (2 301 m) 1 heure
- Wampeter Schrofen (2 520 m) 2 heures et demie